# Sunženskij rajon (Inguscezia)
Il Sunženskij rajon (in russo Сунженский район?) è un municipal'nyj rajon della Repubblica autonoma dell'Inguscezia, in Caucaso. Ricopre una superficie di 1513 chilometri quadrati e conta circa una popolazione di circa 130.939 abitanti. Il centro amministrativo del distretto è la città di Sunža.